# 富山市立針原小学校
富山市立針原小学校（とやましりつ はりはらしょうがっこう）は富山県富山市にある公立小学校。

## 沿革
個別に出典が提示されていない箇所の出典→。
- 1873年
  - 6月 - 町袋に研精小学校創立。
- 1874年10月 - 町袋村の研精小学校、下飯野村の成和小学校などが合併し、光慶寺北側に針原小学校を建設[3]。
- 1890年4月 - 針原簡易小学校と改称（1892年9月廃止）。
- 1903年8月 - 現在地に校舎新築。
- 1924年4月 - 高等科設置。
- 1926年7月 - 青年訓練所設置。
- 1941年4月 - 針原国民学校と改称。
- 1947年4月 - 高等科廃止し、針原小学校と改称。
- 1958年12月 - 体育館落成。
- 1959年3月 - 校舎新築（以降数次にわたり増築）。
- 1969年2月 - 校旗を樹立。
- 1981年10月20日 - 千代の富士関を迎え、土俵開きを行う[4]。

## 通学区域
楠木、下飯野、高島、道正、野中、針原中町、町袋、宮条、宮園町、宮成、宮成中部、宮町、小西、針原新町１区～３区、針原新町４区南部、針原新町４区北部、針原新町５区、三上

## 進学先
- 富山市立北部中学校
- 富山市立新庄中学校

- 富山県道365号流杉町袋線

## 出身者
- 石川拓磨（音楽プロデューサー、映像クリエイター）